# WinSCP
WinSCP — вільний графічний клієнт протоколів SFTP та SCP, призначений для Windows. Розповсюджується за ліцензією GNU GPL. Забезпечує захищене копіювання файлів між комп'ютером і серверами, що підтримують ці протоколи.

## Основні можливості програми
- Графічний інтерфейс в стилі Norton Commander
- Інтеграція з PuTTY
- Інтеграція з Windows (підтримка Drag&Drop, ярликів)
- Робота з ключами і версіями протоколу SSH
- Підтримка різних типів авторизації: по паролю, аутентифікації з відкритим ключем, Kerberos
- Можливість зберігати налаштування з'єднань
- Локалізації інтерфейсу для безлічі мов, зокрема української[3]